# Resiutta

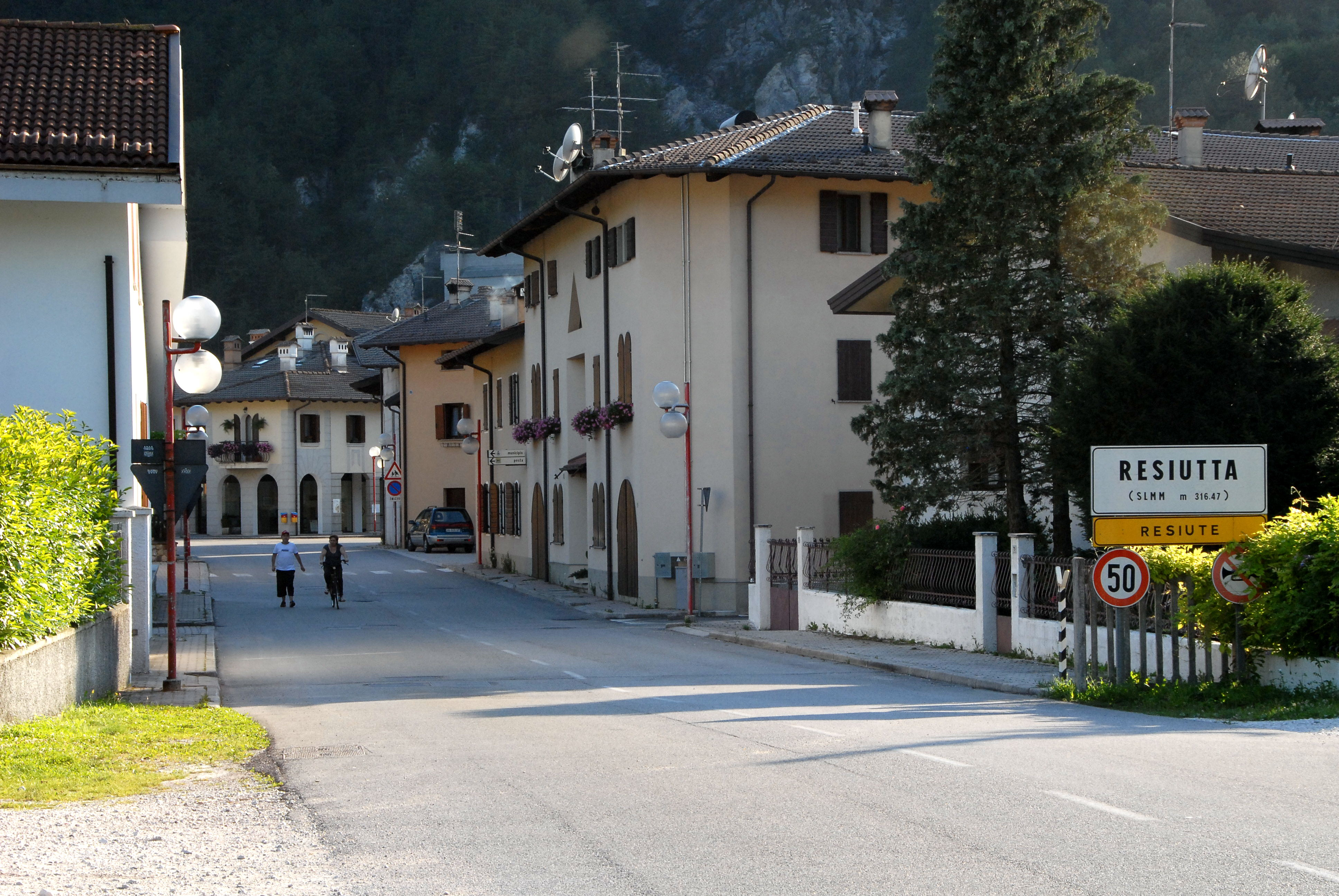
Ortseingang

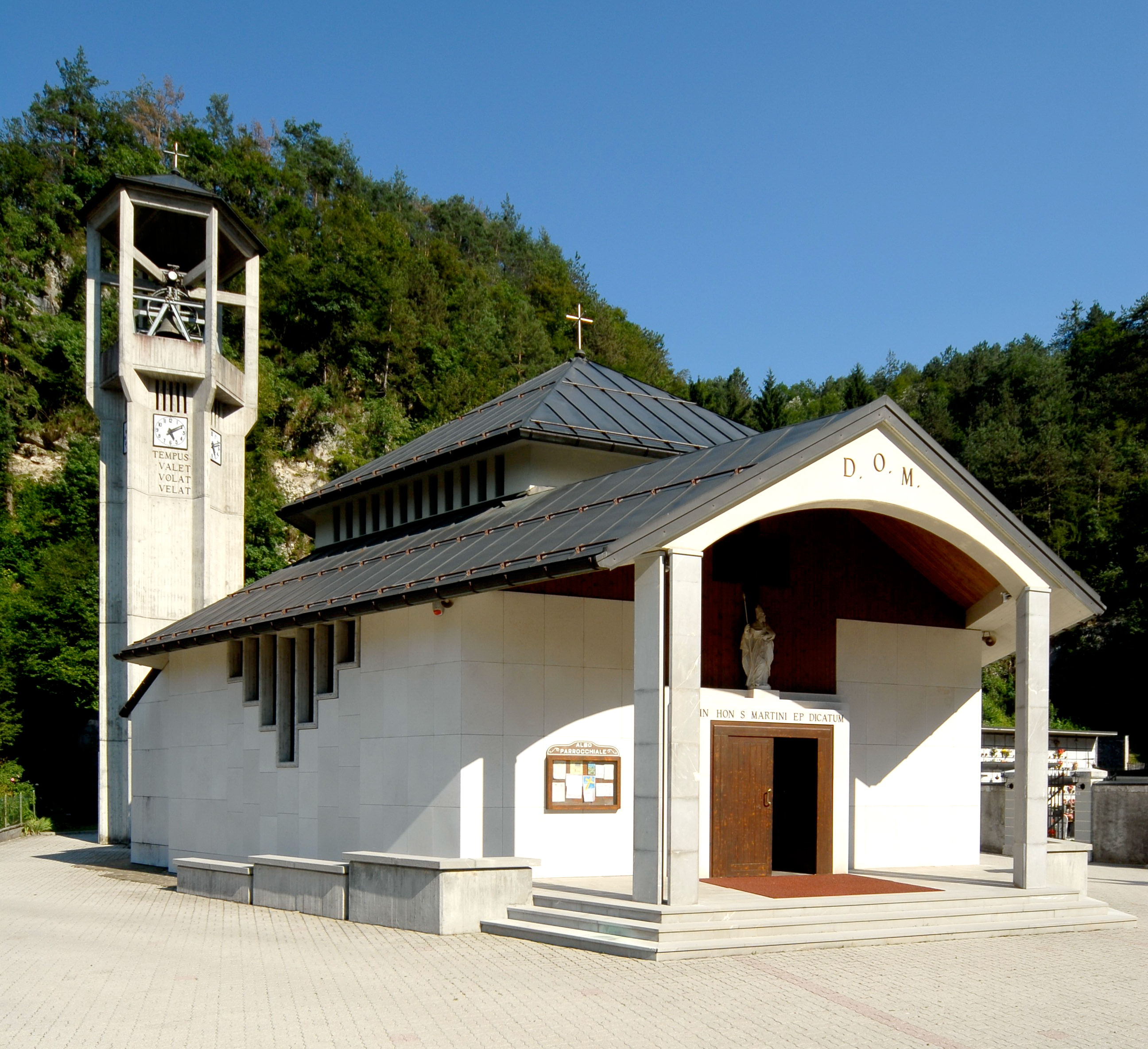
Pfarrkirche Heiliger Martin

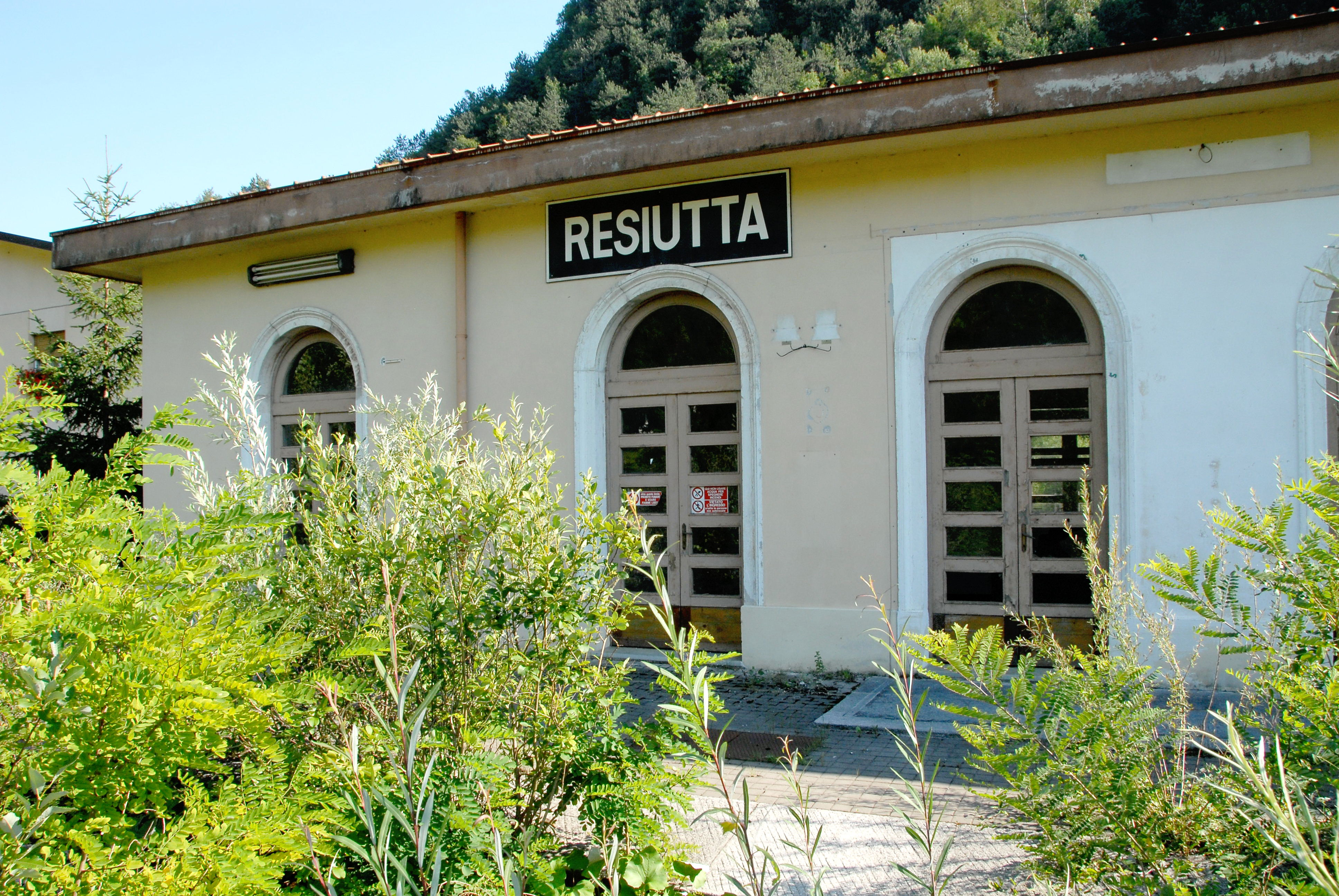
Aufgelassene Bahnstation der alten PONTEBBANA

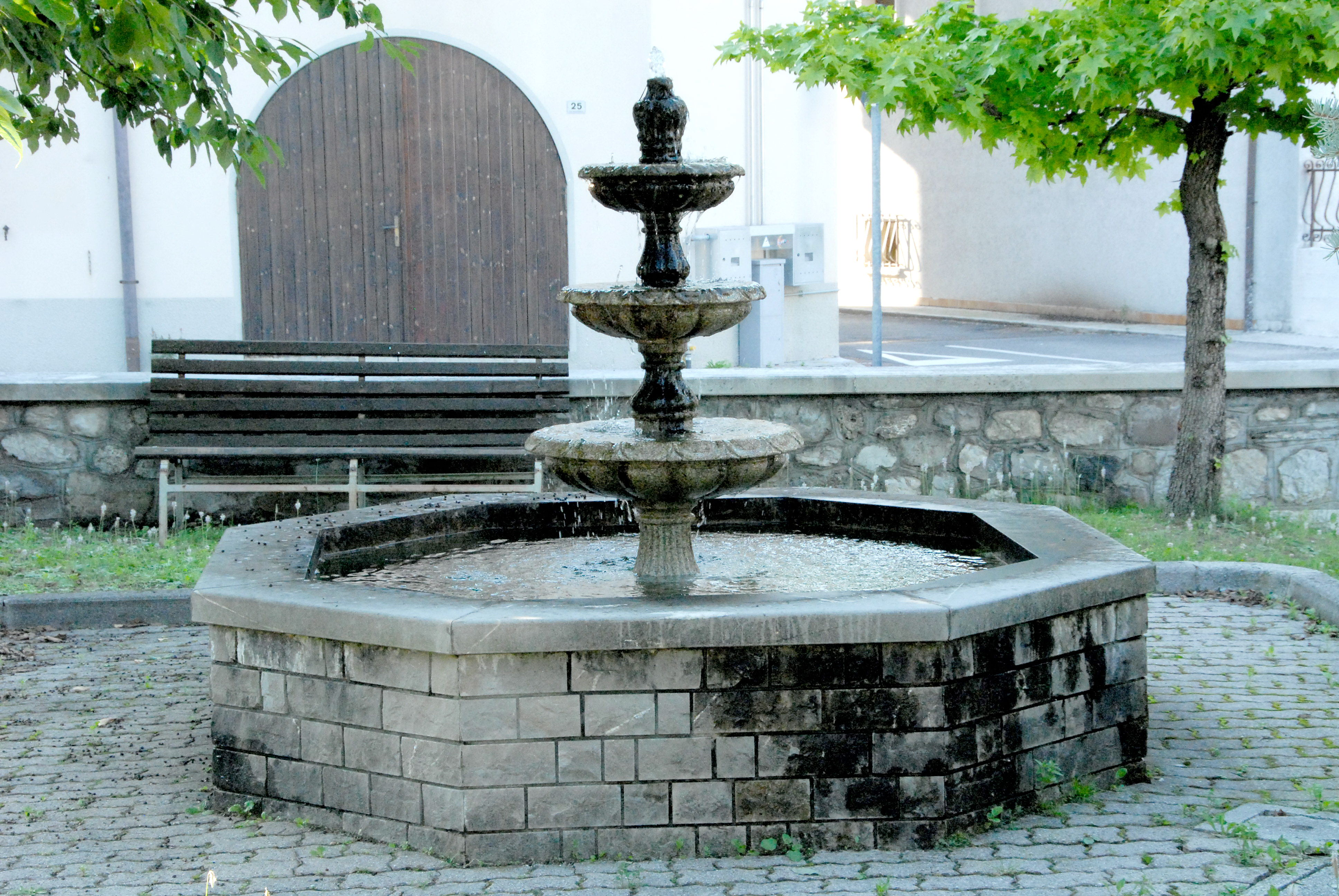
Springbrunnen im Ortskern

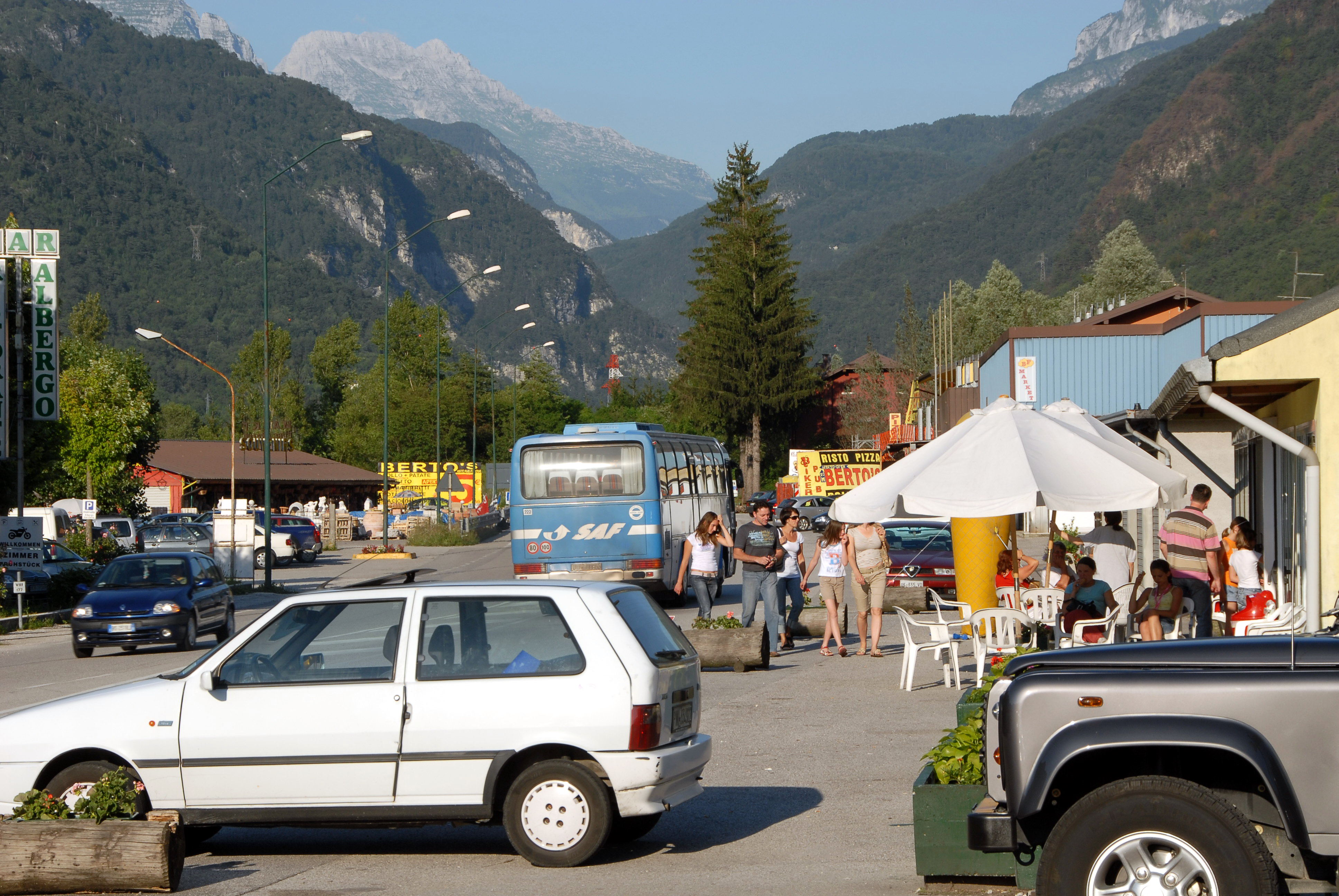
Geschäftiger Tourismusplatz

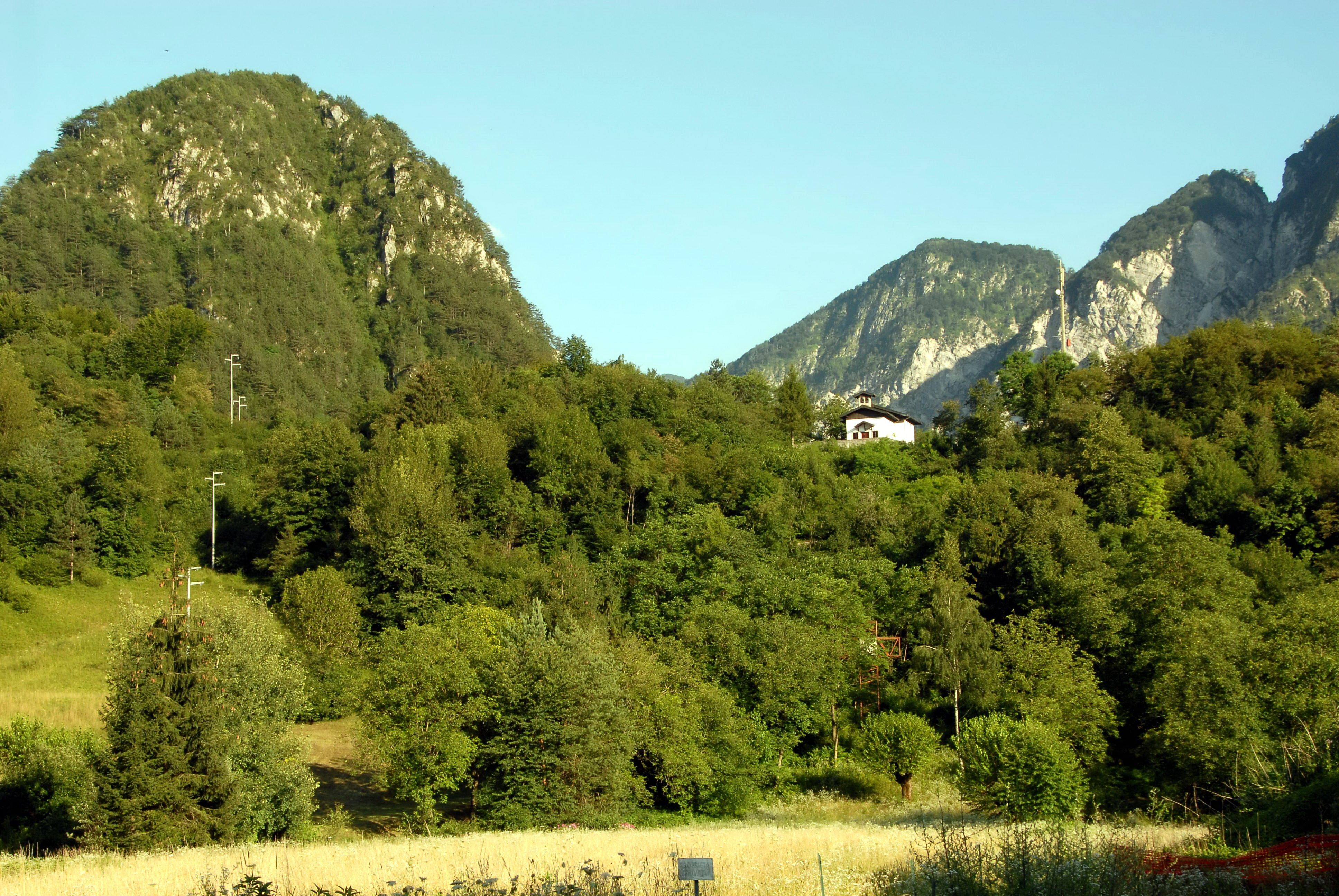
Berg- und Waldlandschaft östlich von Resiutta

Resiutta (friulanisch Resiùte o Reseùte) ist eine Gemeinde mit 266 Einwohnern (Stand 31. Dezember 2023) in der Region Friaul-Julisch Venetien.

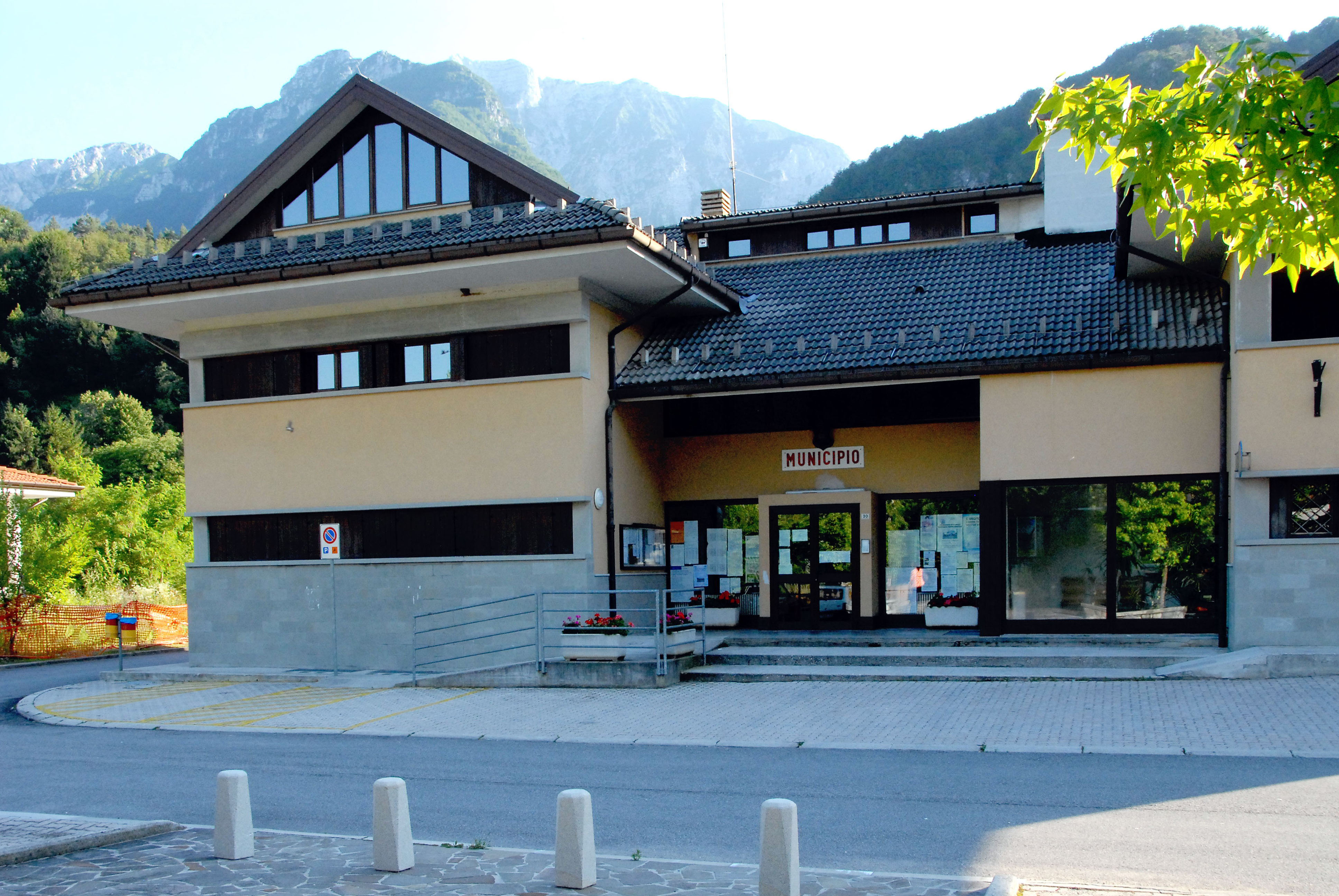
Gemeindeamt (Municipio)

## Geografie

### Geografische Lage
Der Ort liegt im Eisental (Canal del Ferro) am Ausgang des Gebirgstales Résia im italienischen Friaul, dort wo der Gebirgsfluss Résia in die Fella mündet. Die Seehöhe beträgt 315 über Normalniveau.

### Nachbargemeinden
|                | Moggio Udinese                              |             |
| Moggio Udinese | Kompassrose, die auf Nachbargemeinden zeigt | Chiusaforte |
| Venzone        |                                             | Resia       |

## Geschichte
Seit der Antike bereits spielt der Ort entlang der handelsmäßigen Hauptschlagader durch das Eisental stets eine wichtige Rolle im Verkehrswesen und als Raststätte für Reisende, wie die Funde von Bronzegegenständen, von Münzen sowie die Beschreibungen der romanischen Herkunft unter Beweis stellen.
Erstes lebendiges Zeichen ist jedoch die Einrichtung der Pfarre San Martino im Jahre 1199, die zuerst von den Benediktinern geleitet wurde, dann ab dem 14. Jahrhundert von Priestern, die in der Abtei Moggio ernannt wurden. Die Pfarrkirche San Martino wird urkundlich erstmals 1119 genannt, im Jahre 1767 umgebaut und 1809 eingeweiht. Der Glockenturm wurde 1701 nach Plänen des Venzoner Pietro Zarnolo errichtet. Nach der Zerstörung durch das Erdbeben 1976 ist er derzeit immer noch in der Wiederaufbauphase. Im Jahre 1822 hielt Silvio Pellico hier Rast, als er zum Kerker in die Festung Spielberg bei Brünn in Mähren gebracht wurde.

## Bergwanderung
Interessant ist ein Ausflug ins alte Borgo Cros, wo die wenigen ländlichen Wohnstätten liegen, die vom Erdbeben verschont blieben. Erreichbar ist das Bergdorf nach zirka 30 Minuten Fußmarsch über einen Steig, der bei der Brücke über den Fluss Serai beginnt – im Ortsteil Povici di Sotto – und einen großen Kiefernhain durchquert. Das in etwa 800 m hoch gelegene Bergdorf (Borgo) liegt auf einer Hochebene, von wo aus man das Panorama über das Résiatal mit dem Canin-Massiv bewundern kann.

## Ursprünge von Volk und Sprache
Im dünn besiedelten, abgeschiedenen Tal entwickelten sich Sprache und Bräuche ähnlich wie in den isolierten Bergtälern Kärntens – nämlich kaum weg von ihrem Ursprung. Aus dem 6. Jahrhundert, als ein Slawenstamm das Tal besiedelte, hat sich der slawische Dialekt erhalten, auch die Musik ist völlig atypisch für die Gegend und die Tänze scheinen direkt aus dem Mittelalter zu stammen. Noch immer sind viele Ruinen zu sehen, die auf das Beben von 1976 zurückzuführen sind. Viele Einwohner der fünf Ortschaften sind ausgewandert, etliche davon als Scherenschleifer, die mit dem Fahrrad durch die Gegend zogen.
Heute lebt der Ort vornehmlich vom Tourismus. 

## Sehenswürdigkeiten
- Naturpark der Julischen Voralpen
- Borgo Cros (ländliche Architektur)
- Berg (Monte) Plauris
- Almhütten (Malghe) des Venzonassa-Tales
- Barockkirche Heiliger Martin (18. Jahrhundert, Ursprung im 12. Jahrhundert)